# 維氏半桿脂鯉
維氏半桿脂鯉，又名長單杆脂鯉，為輻鰭魚綱脂鯉目琴脂鯉亞目複齒脂鯉科的其中一種，為熱帶淡水魚，分布於非洲加彭奧克維河流域，體長可達9.2公分，棲息在底中層水域，生活習性不明。

## 扩展阅读
維基物種上的相關：維氏半桿脂鯉